# 本田Stepwgn
本田Stepwgn（日语：ホンダ・ステップワゴン）是一款由日本本田技研工業於1997年推出的多功能休旅車，目前最新第六代車款已於2022年上市，分為1.5升渦輪增壓以及2.0升混合動力。
本車型只有右駕版，包括第四代的出口版，在香港，此車款是由大昌行集團旗下的合群汽車代理發售。

## 歷史

### 第一代（RF1/2；1996年-2001年）
第一代的車型早於1995年已在東京汽車展上亮相。到1996年5月8日，本田開始正式發售第一代車型。
第一代的車型是在本田思域的基礎上構想，發展出相類似於輕型貨車的車型，但不同於輕型貨車──全車除了司機位置的一隻車門外，只於一邊設一個推拉式車門。而引擎則為前置設計。
推出時本田的構想是提供一個經濟型的車型，故其配置選擇比較少，只有2.0升的本田B20B引擎，配備四前速自動變速器，輸出馬力則為125匹(後期輸出馬力則為135匹)。

### 第二代（RF3/4/5/6/7/8；2001年-2005年）
第二代車型於2001年推出。全車的外型與第一代沒太大差異，一樣是只於一邊車門設一個推拉式車門，引擎則為前置設計。引擎為2.0升的本田K20A引擎，輸出160匹馬力。2003年後期款增設配置2.4升的本田K24A引擎，輸出162匹馬力，加強了性能。
兩個版本分別配備了四前速和五前速自動變速器。

### 第三代（RG；2005年-2009年）
2005年5月26日本田推出了第三代。這次第三代版本的外型已與上兩代有很大改觀。其中最大的改動為皆於兩邊設有推拉式車門。
引擎方面則與第二代差不多，只是第三代的K20A引擎，輸出馬力則只有155匹。與此同時又增設無段自動變速器作選擇。

### 第四代（RK；2009年-2014年）
2009年10月23日本田再推出第四代。第四代的突破是車身高度稍為提高，但長度、闊度不變；同時仍舊於兩邊設推拉式車門。
第四代的配置選擇相比起二、三代又少了，只有2.0升的本田R20A引擎，配備五前速自動變速器，輸出馬力則為150匹。

### 第五代（RP1-5；2015年-2021年）
本田於2015年4月推出第五代，改用全新1.5升汽油缸內直噴渦輪增壓引擎，2017年後期款亦首度加入2.0升混合動力，一律配上無段自動變速器，特點是車尾門擁有兩種開啟方式，分別為上掀式以及左側橫開式，稱為Waku Waku。

### 第六代（RP6-8；2022年至今）
2022年1月本田推出第六代，外型參照第一及第二代的方正設計，Waku Waku車尾門由於在日本的評價不佳而取消，由電動感應的上掀式車尾門取代，推拉式車門亦首度加入靜電觸碰感應按鍵開關，引擎維持1.5升渦輪增壓以及2.0升混合動力。車身尺寸亦有所增加，廠方表示此代乃歷來車廂空間最大的本田車型。

## 外部連結
- 官方網站
- STEPWGN 港澳聯會 （页面存档备份，存于）